# 小泉麻耶
小泉 麻耶（こいずみ まや、1988年7月2日 - ）は、日本の女優、タレント、グラビアアイドル。
OFJOYTOY、OPUS、ピーチを経てケイダッシュ系列パールダッシュに所属していた。2014年4月にパールダッシュとの契約が終了し、2014年6月からはオフィス斬に所属していた。

## 来歴
東京都出身。
2009年6月、日テレジェニック2009に選ばれる。
2013年にグラビアアイドルを卒業、女優に転身した。林出麻耶という芸名でも活動している。
2024年6月、結婚を発表した。

### 桐朋女子高等学校退学処分訴訟
高等学校在学中に芸能活動を始め、「在学中の芸能活動を禁じた学校の指導方針を大きく逸脱した」との理由から、3年次在学中の2006年10月18日に桐朋女子高等学校を退学処分となった。小泉は「芸能活動を禁止する当該方針は予め知らされていなかった」との理由から、当該処分の無効確認を求め、東京地裁に提訴した。
2008年2月27日、東京地裁八王子支部は、「原告は芸能活動禁止という学校の方針を無視して活動を続けた。強く非難されるべき行為であり、退学処分は社会通念上、やむを得ない」とし、小泉側の訴えを棄却した。これに対して小泉は「卒業したいという気持ちを裁判所に理解してもらえず残念です」とコメントした。控訴はせず、地裁判決が確定した。その後、雑誌の表紙になるなど幅広く活動する。

## 人物
- 趣味は読書で、特技は小学校4年から高校2年までやっていた軟式テニス。

- 憧れの女優はペネロペ・クルス。また、ペネロペクルス主演作の中では「ボルベール〈帰郷〉」が一番好きだと本人のブログやインタビューなどで度々語っている[6][7]。

- 主演を務めた映画『暗闇から手をのばせ』(2013年公開)はゆうばり国際ファンタスティック映画祭2013にて、ファンタスティック・オフシアター部門グランプリ、シネガーアワードをW受賞[8]。

## 出演

### 映画
- 女神戦隊ヴィーナスファイブ（2009年、監督：山本俊輔） - 杉本ミキ/ブルーヴィーナス 役
- 特命女子アナ 並野容子（2009年、ティーエムシー） - 高沢アナ 役
- エレクトロニックガール（2009年公開、モブキャスト） - ナナ 役
- Re:Play-Girls リプレイガールズ（2010年） - リオ 役
- AI〜ある彼女の世界征服?!（2011年公開、SpiralRecord）
- 踊る大捜査線 THE FINAL 新たなる希望（2012年） - 湾岸署交通課婦人警官 役
- 暗闇から手をのばせ（2013年3月23日公開、監督:戸田幸宏） - 沙織 役

### オリジナルビデオ
- Re:play-Girls リオの物語 REASON OF MYSELF（2011年1月26日、グラッソ）メイキングDVD

### テレビ
- 夏のオススメスペシャル 城咲仁の女性を癒す旅（2007年7月26日、テレビ東京） ※グアムロケ番組
- NNN Newsリアルタイム（日本テレビ）
- FNNスーパーニュース（フジテレビジョン）
- アイドルの穴〜日テレジェニックを探せ!〜（日本テレビ）
- 日テレジェニックの穴（日本テレビ）
- 中井正広のブラックバラエティ（日本テレビ）
- ZERO×選挙（2009年8月30日、日本テレビ） - 「Next! Generation」に出演
- サプライズ　（日本テレビ）
- TOKYOヒットガール（日本テレビ）
- 新・最強メダル伝説（サンテレビ）
- わけありバンジー（サンテレビ）
- すろーらいふTV（現：すろーかるTV）（TCNトコチャン）
- となりのシムラ（2014年12月16日、NHK)
- あなたといく酒と温泉二人旅 #9弥彦温泉編・#11寺泊温泉編（2016年2月・3月、V☆パラダイス）

### テレビドラマ
- 俺の空 刑事編 第7話（2011年12月4日、テレビ朝日） - 高野あずさ 役
- 土曜ワイド劇場「アナザーフェイス〜刑事総務課・大友鉄〜2」（2013年4月20日、朝日放送） - 看護師 役
- 空飛ぶ広報室 第5話（2013年5月12日、TBS） - 中島和美 役
- 白衣のなみだ 第三部「使命」（2013年6月3日 - 6月28日、東海テレビ） - 三上志織 役
- 都市伝説の女 Part2（2013年10月11日 - 11月22日、テレビ朝日） - 田村由貴 役
- リバースエッジ 大川端探偵社（2014年4月19日 - 7月12日、テレビ東京） - メグミ 役
- 素敵な選TAXI 第5話（2014年11月11日、関西テレビ） - 夏川英里香 役
- ラヴソング 第1話（2016年4月11日、フジテレビ）
- 警視庁捜査一課9係 season11 第5話（2016年5月4日、テレビ朝日） - 北島里緒奈 役
- 銀と金 第3話（2017年1月21日、テレビ東京）
- 警視庁南平班～七人の刑事～10（2017年5月15日、TBSテレビ） - 久保彩音 役

### ラジオ
- 太田英明・小泉麻耶のアソブココロ倶楽部（文化放送、東海ラジオ放送）
- 高見こころの危険な妹（たち）（エフエム大阪）

### 舞台
- WitPresents IKKAN Produce Theater「真夜中のファイル」（2009年4月15日 - 19日、サンモールスタジオ）
- VAMPIRE HUNTER（2011年6月25日、笹塚ファクトリー） - フェデリータ 役[9]
- W-Speak第三回公演『笑劇SUMMER』「花火が終わるまでに」「海の家」（2012年8月23日 - 8月26日、池袋・シアターKASSAI）
- 三ツ星キッチン「FaMiLY」（2012年11月22日 - 27日、CBGKシブゲキ!!）
- W-Speak第四回公演『笑劇LOVERS』「ワガママな神様」「帰ってきたキス部」（2012年12月26日 - 12月30日、池袋・シアターKASSAI）
- ネルケプランニング「ドブ、ギワギワの女たち」（2013年3月29日 - 4月1日、AiiA 2.5 Theater Tokyo）
- 二人芝居＆ソロLive「The MEANING of…」（2015年8月8日 - 9日、神楽坂・THE GLEE）和泉佑三子との2日限定の公演で小泉がメインの日は8月9日。演出は渡辺聡。
- mile up presence 小泉麻耶 10th anniversary‼「背中を見せて」（2016年9月8日 - 11日、Dining cafe theater） - 如月小梅 役
- シナリオユニット千両道化　第二回公演「蛇の遠吠え　都市伝説考案委員会」（2019年2月27日～3月4日、千本桜ホール）

### CM
- サントリー「BOSS 贅沢微糖」（2008年）
- 森永製菓「小枝」（2010年）

## リリース作品

### 写真集
- 現役女子高生（2006年7月25日、彩文館出版、撮影：野村誠一）ISBN 978-4-7756-0136-5
- 心もよう（2007年11月21日、ワニブックス、撮影：野村誠一）ISBN 978-4-8470-4052-8
- 月刊小泉麻耶(SHINCHO MOOK 103)（2008年6月、新潮社、撮影：沢渡朔）ISBN 978-4-10-790187-3
- 月刊NEO小泉麻耶（2011年3月11日、イーネット・フロンティア、撮影：松井康一郎）ISBN 9784862058324

### DVD
- 麻耶ノキモチ（2006年12月15日 イーネットフロンティア）
- キミのとなりで（2007年3月16日 イーネットフロンティア）
- Pure Smile（2007年6月8日、竹書房）
- ビタミンM（2007年9月28日、ジェネオン エンタテインメント）
- 心のプリズム（2008年1月25日、ワニブックス）
- 月刊小泉麻耶（2009年1月28日、イーネット・フロンティア）
- 日テレジェニック2009 （2009年9月26日、バップ）
- ハッスル！（2009年12月18日、アドバンスエージェンシー）
- マヤの誓い（2010年8月27日、彩文館出版）
- REAL（2010年11月19日、竹書房）ISBN 9784812444030
- Love game（2011年2月23日、ソニー・ミュージックディストリビューション）
- 蜜楽園（2011年6月20日、ラインコミュニケーションズ）
- 近距離恋愛（2011年6月20日、ラインコミュニケーションズ）